# Одіна (Євсинське сільське поселення)
О́діна (рос. Одина) — присілок у складі Голишмановського міського округу Тюменської області, Росія.
Стара назва — Одіна-Євсинська.
Населення — 164 особи (2010, 187 у 2002).
Національний склад станом на 2002 рік:
- росіяни — 99 %